# Mordellistena postdiscoidalis longivittata
Mordellistena postdiscoidalis longivittata es una subespecie de coleóptero de la familia Mordellidae.

## Distribución geográfica
Habita en Madagascar.